# 斑紋石鮰
斑紋石鮰為輻鰭魚綱鯰形目北美鯰科石鮰屬的其中一種，分布於北美洲加拿大、美國東部及中部的淡水流域，體長可達13公分，棲息在沙泥底質的溪流、湖泊，屬肉食性，以水生昆蟲為食。

## 擴展閱讀
維基物種上的相關：斑紋石鮰